# انجمن باستان‌شناسی ژاپن
انجمن باستان‌شناسی ژاپن (به ژاپنی: 日本考古学協会 Nihon kōkogaku kyōkai) (JAA) در سال ۱۹۴۸ تأسیس شد و یک سازمان در سراسر کشور در رابطه با باستانشناسی در ژاپن و حفظ آثار فرهنگی آن است. در زمان تأسیس ۸۱ عضو دات و در سال ۱۹۹۸، تعداد اعضای آن به ۳۳۸۷ نفر رسید، اکثر اعضای آن در مسائل در ارتباط با مدیریت اموال فرهنگی و پژوهش در سازمان‌های دولتی در ارتباط هستند.